# Hemithyrsocera parilis
Hemithyrsocera parilis es una especie de cucaracha del género Hemithyrsocera, familia Ectobiidae.

## Distribución
Esta especie se encuentra en China (Hong Kong).